# Stenopogon iphippus
Stenopogon iphippus là một loài ruồi trong họ Asilidae. Stenopogon iphippus được Séguy miêu tả năm 1932. Loài này phân bố ở vùng Cổ Bắc giới.